# 3119 Dobronravin

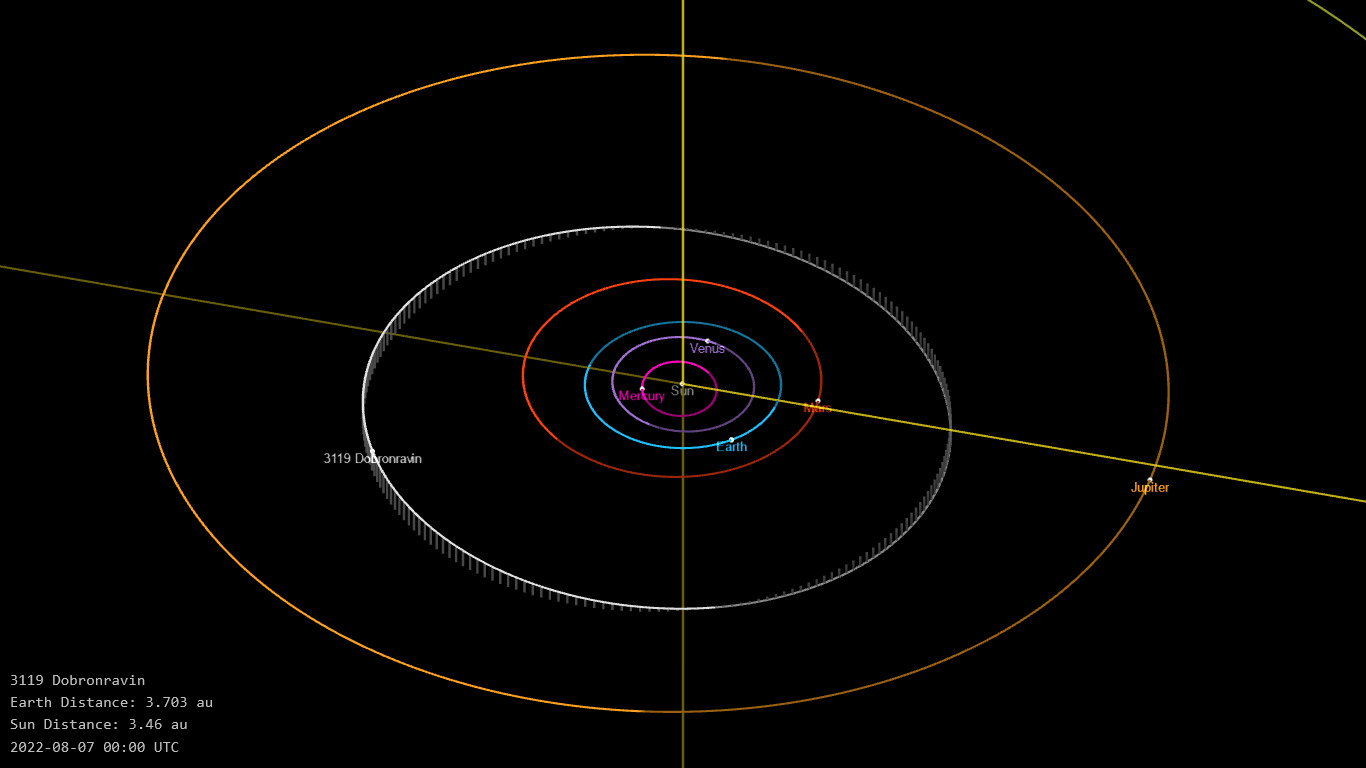
Orbita di 3119 Dobronravin (in bianco)

3119 Dobronravin è un asteroide della fascia principale. Scoperto nel 1972, presenta un'orbita caratterizzata da un semiasse maggiore pari a 3,0749820 UA e da un'eccentricità di 0,1958854, inclinata di 4,73846° rispetto all'eclittica.
L'asteroide è dedicato all'astrofisico e spettroscopista sovietico Petr Pavlovich Dobronravin.